# 4 décembre dans les chemins de fer
4 novembre 4 janvier
Chronologies thématiques
- Croisades
- Sports
- Disney

Cette page concerne les événements qui se sont déroulés un 4 décembre dans les chemins de fer.

## Événements

### XXesiècle
- 1957 : au Royaume-Uni, à Londres, un train à vapeur Londres - Ramsgate, dont le mécanicien n'a pu observer les signaux dans le brouillard, télescope un train de banlieue électrique à l'arrêt en gare de Lewisham. L'accident provoque la chute d'un pont surplombant les voies, qui écrase trois des voitures du train tamponneur. Le bilan est de 90 morts et 173 blessés. Un accident avait eu lieu dans la même gare en 1857, faisant 11 morts.

### XXIesiècle
- 2006 : 
  - en France à Paris, Liège, dernière station du métro de Paris ayant des horaires restreints, retrouve ses horaires normaux d'avant la Seconde Guerre mondiale.
  - en France, à Lyon, mise en service de la ligne de tramway T3 du tramway[1].